# 博罗什·伊什特万
博罗什·伊什特万（匈牙利語：Boros István，1908年或1909年—1994年），匈牙利男子乒乓球运动员。他曾获得1933年世界乒乓球锦标赛男子团体金牌。